# Rita Verdonk
Maria Cornelia Frederika (Rita) Verdonk (Utrecht, 18 oktober 1955) is een Nederlandse politica. Zij was lid van de Tweede Kamer en minister en sinds 2022 gemeenteraadslid in Den Haag.
Tijdens haar studietijd verkeerde Verdonk in linkse kringen. Ze werkte vóór haar politieke carrière bij het ministerie van Justitie, de Dienst Justitiële Inrichtingen, de Binnenlandse Veiligheidsdienst en accountantskantoren. In 2002 werd ze lid van de Volkspartij voor Vrijheid en Democratie (VVD) en werd een jaar later namens die partij minister voor Vreemdelingenzaken en Integratie. Na een motie van afkeuring in 2006 werd haar portefeuille beperkt en was ze minister voor Integratie, Jeugdbescherming, Preventie en Reclassering.
Verdonk deed in 2006 mee aan het VVD-lijsttrekkersreferendum, maar verloor van Mark Rutte. Bij de Tweede Kamerverkiezingen in 2006 stond ze op de tweede plaats en behaalde meer voorkeurstemmen dan Rutte. Onenigheid en rivaliteit tussen Verdonk en Rutte leidden er uiteindelijk toe dat Verdonk in september 2007 uit de fractie werd gezet. Ze ging verder als eenmansfractie en richtte de partij Trots op Nederland op. Deze partij wist bij de gemeenteraadsverkiezingen van 2010 zestig zetels te behalen, maar behaalde bij de Tweede Kamerverkiezingen datzelfde jaar geen zetels. Verdonk trad af als partijvoorzitter en verliet de politiek. Tussen 2019 en 2022 was ze speciaal adviseur voor jeugd- en thuiszorg. In 2022 werd ze gekozen als gemeenteraadslid in Den Haag als lid van Groep de Mos.

## Achtergrond
Verdonk groeide op in Utrecht. Haar vader, Ad Verdonk (1930), diende als KNIL-militair in Nederlands-Indië en kwam op 19 januari 1952 als repatriant naar Nederland. Daarna werkte hij aanvankelijk voor Douwe Egberts, maar runde later een zelfstandig administratie- en incassobureau. Drie jaar later werd Rita geboren in Utrecht, in de wijk Lombok, waar zij woonde, totdat ze vier jaar oud was. Zij verhuisde naar Harmelen en zat op de Sint-Bavoschool. Ze doorliep in Utrecht het atheneum aan het Niels Stensencollege. In 1974 begon ze met een studie rechten aan de Katholieke Universiteit Nijmegen. Later stapte ze over op sociologie, met specialisaties organisatiesociologie en criminologie. Eind jaren 70 was ze secretaris van de studenten-badmintonvereniging Stuban.
Tijdens haar studententijd was Verdonk kortstondig lid van de Pacifistisch Socialistische Partij (PSP) en naar eigen zeggen eerder lid van de Politieke Partij Radikalen (PPR). Verdonk ontkende dit aanvankelijk, maar toen ze geconfronteerd werd met de door haar zelf geschreven aanmeldingsbrief, alsmede aanwezigheidslijsten van PSP-vrouwengespreksgroepen, zei ze dat ze zich "daarin vergist had".
Ook was Verdonk actief in de Bond van Wetsovertreders (BWO), een organisatie die opkwam voor de rechten van gevangenen. Ook werkte ze in het politiek-culturele centrum O'42. In februari 1981 raakte ze als demonstrant verzeild in de Piersonrellen, een ontruiming van een aantal kraakpanden in de Nijmeegse Piersonstraat.
Later in 1981 verhuisde Verdonk naar Den Haag, waar ze ging samenwonen.
Verdonk studeerde in 1983 af en ging vervolgens als stagiaire aan de slag op het ministerie van Justitie. In 1984 werd ze adjunct-directeur van het Huis van Bewaring in Scheveningen, in 1988 lid van de directie en plaatsvervangend directeur van de gevangenis De Schie in Rotterdam. Van 1992 tot 1996 vervulde zij diverse managementfuncties op het ministerie van Justitie, zowel bij de directie Gevangeniswezen als bij de Justitiële Jeugd- en TBS-inrichtingen. Verdonk was vervolgens tot 1999 directeur Staatsveiligheid bij de Binnenlandse Veiligheidsdienst. Tot 2003 was zij werkzaam als senior manager en directeur bij accountantsorganisaties KPMG en Atos (KPMG) Consulting.
Bij de vorming van het kabinet-Balkenende II werd Verdonk minister voor Vreemdelingenzaken en Integratie op het haar vertrouwde ministerie van Justitie, als opvolger van LPF'er Hilbrand Nawijn. Ze was een jaar eerder lid geworden van de VVD en was opgevallen bij de partijleiding, toen ze zich kandidaat wilde stellen voor het lidmaatschap van de partijraad.

## Minister

### Beleid en publieke opinie
Verdonk werd vanwege haar portefeuille Vreemdelingenzaken en Integratie en de inhoud van haar beleid op die terreinen een van de bekendste politici uit het kabinet-Balkenende II. Verdonk voerde een streng beleid dat erop toezag dat de Vreemdelingenwet 2000 zo veel mogelijk nageleefd werd. De publieke opinie over haar beleid was zeer sterk verdeeld. In december 2005 werd Verdonk door een kijkerspanel van de actualiteitenrubriek TweeVandaag en door de lezers van de Volkskrant gekozen als beste politicus van het jaar. Ze werd tegelijkertijd derde in het TweeVandaag-rijtje 'slechtste politicus van het jaar'. Ook was Verdonk de "winnaar" van de 'Wie zien we liever niet terug in 2007'-verkiezing van Planet Internet.
Verdonk was vooral als Minister voor Vreemdelingenzaken zowel gehaat als geliefd.
Op het gebied van asielbeleid voerde Verdonk een terugkeerbeleid volgens de Vreemdelingenwet 2000 (Eind jaren 90 (mede) ontworpen door Job Cohen, destijds Staatssecretaris van Justitie). Ondanks publieke druk, mede veroorzaakt door het televisieprogramma 26.000 gezichten, heeft Verdonk geweigerd een generaal pardon te verstrekken aan een groep van 26.000 asielzoekers die al vóór de ingang van de nieuwe wet op 1 april 2001 hun asielverzoek hadden ingediend en die sindsdien in Nederland verblijven. Uiteindelijk kwam dit pardon er toch, tot ongenoegen van Verdonk en de VVD. De daling van het aantal ingediende asielverzoeken, die begon tijdens de regering van het kabinet-Kok II, zette zich onder haar leiding verder door.
Ook werd onder haar ministerschap de Wet inburgering ingevoerd.
In de uitvoering van de Vreemdelingenwet 2000 werd de Nederlandse Staat veroordeeld door het Europees Hof voor de Rechten van de Mens wegens een onrechtmatige terugzending van een asielzoeker naar diens zeer onveilige thuisland Somalië. Deze veroordeling was gebaseerd op artikel 3 van het Europees Verdrag voor de Rechten van de Mens (EVRM): de bepaling waarin is vastgelegd dat er niet mag worden uitgezet als betrokkene geen veilig of menswaardig bestaan te wachten staat. Het was een van de uitzettingen die in 2003 tijdens Verdonks ministerschap hebben plaatsgevonden.

### Dossiers en incidenten
Onder Verdonks ministerschap hebben zich verscheidene politieke kwesties en incidenten voorgedaan.

#### Deportatiekwestie
Eind 2003 lanceerde Verdonk het plan om uitgeprocedeerde asielzoekers op straat te zetten. Op 18 december verklaarde de Tweede Kamerfractie van het CDA zich tegen. Hierdoor was er in de Kamer geen meerderheid meer voor dit plan.
Jan Pronk noemde als voorzitter van de Vereniging van Vluchtelingenorganisaties (VON) Verdonks beleid begin 2004 het 'deporteren' van mensen. Deze term werd door Verdonk opgevat als een verwijzing naar de deportatie van Joden tijdens de Tweede Wereldoorlog. Zij weigerde Pronk daarom te accepteren als afgevaardigde van de VON. Pronk wees erop dat de IND het woord 'deportatie' op dat moment ook gebruikte. De VON weigerde aanvankelijk een ander af te vaardigen, maar ging daar op voorstel van Pronk later toch mee akkoord.

#### Schipholbrand
Naar aanleiding van de Schipholbrand werden er (vooral op kraakpanden) diverse spandoeken opgehangen met voor Verdonk beledigende teksten. De spandoeken werden verwijderd op bevel van burgemeesters Cohen (Amsterdam), Wallage (Groningen) en Pop (Haarlem), en Rita Verdonk deed aangifte wegens smaad. De rechter besloot in een kort geding over die verwijdering dat het verwijderen van de spandoeken onterecht was. In dezelfde uitspraak verbood de rechter de Staat om posters te verwijderen van de ramen van het pand met de tekst "Reisbureau [R.], arrestatie deportatie crematie adequaat tot het bittere eind". De vervolging wegens smaad eindigde in hoger beroep in Ontslag van alle rechtsvervolging, artikel 261 van het Wetboek van Strafrecht werd buiten toepassing gelaten in verband met artikel 10 van het Europees Verdrag voor de Rechten van de Mens en de fundamentele vrijheden. Later gaf Verdonk een verblijfsvergunning aan 39 slachtoffers van de Schipholbrand.

#### Imam weigert hand te schudden
Op 20 november 2004 weigerde de Syrische imam Ahmed Salam uit Tilburg op een bijeenkomst van circa 50 imams over de vrijheid van meningsuiting minister Verdonk de hand te schudden. Als verklaring hiervoor gaf hij "Dat mag niet van de islam". Verdonk reageerde hier kritisch op met "Dan hebben we gelijk iets om over te praten". De dagen erna veroorzaakte dit incident veel commotie in de media en barstte de publieke discussie los over of moslims verplicht beter moeten integreren. Uit een onderzoek van Maurice de Hond bleek dat 77% van de ondervraagden vond dat de imam Verdonk een hand had moeten geven, vond 76% het terecht dat Verdonk het niet accepteerde dat hij dit niet deed en was 36% het eens met de kritiek dat Verdonk als minister van integratie had moeten weten dat er een orthodoxe opvatting binnen de islam is die lichamelijk contact (waaronder het schudden van handen) tussen mannen en vrouwen niet toestond.
Op 26 april 2006 kreeg de minister te maken met een vergelijkbare situatie.
Ook heeft Verdonk in november 2006 gedreigd een imam het land uit te zetten wegens controversiële uitspraken, zoals onder andere het vervloeken van Theo van Gogh kort voor hij vermoord werd.

#### Congo-affaire
In december 2005 bleek dat minister Verdonk de Tweede Kamer onjuist en onvolledig had geïnformeerd over Congolese uitgeprocedeerde asielzoekers. Onder Verdonks verantwoordelijkheid werd aan Congolese autoriteiten informatie verstrekt over de asielzoekers, wat direct en voorspelbaar levensgevaar voor de teruggekeerde asielzoekers opleverde. Deze handelwijze is dan ook niet toegestaan. Verdonk ontkende deze feiten aanvankelijk. De oppositie in de Kamer vond dit reden voor de minister om af te treden. Nadat de minister de gemaakte fouten erkend had en excuses aan de Kamer had aangeboden, haalde een ingediende motie van afkeuring het niet. De motie kreeg wel de steun van de PvdA, de SP, GroenLinks en de ChristenUnie. Later werd deze affaire onderzocht door de commissie-Havermans, die concludeerde dat de minister de ex-asielzoekers had moeten informeren over hun recht te zwijgen over hun asielachtergrond.

#### Gedragscode voor gemeenten
In januari 2006 stelde Verdonk in een interview dat op straat in Nederland alleen Nederlands gesproken zou moeten worden, en dat overheden hiervoor een gedragscode zouden moeten opstellen. In de stad Rotterdam kende men al richtlijnen voor een dergelijke gedragscode. Terwijl er onduidelijkheid was gerezen over de formele status van zo'n eventuele gedragscode en de wettigheid van een eventueel verbod op het spreken van andere talen dan het Nederlands in het publieke domein, en verschillende VVD-partijgenoten (zoals Laetitia Griffith) en de JOVD het niet met haar plan eens bleken te zijn, nuanceerde minister Verdonk haar uiting daags na de ophef.

#### Zaak-Taida Pasić
Begin januari 2006 kwam minister Verdonk in het nieuws door de ophef rond Taida Pasić, een 18-jarige vrouw uit Kosovo die als vluchtelinge in 1999 met haar ouders naar Nederland was gekomen. Begin 2005 keerde de familie Pasić vrijwillig terug naar Kosovo en kreeg daarvoor van de Immigratie- en Naturalisatiedienst (IND) 6800 euro mee om daar een nieuw leven op te bouwen. In 2005 keerde Taida op een Frans toeristenvisum terug naar Nederland en kwam zij via omwegen terecht bij een pleeggezin in Winterswijk. In januari 2006 kwam de zaak in het nieuws nadat zij op school werd aangehouden en in vreemdelingenbewaring genomen, waarna Verdonk delen uit haar dossier lekte en haar van een misdrijf (fraude) beschuldigde.

#### Naturalisatie Salomon Kalou
De Ivoriaanse voetballer Salomon Kalou, toentertijd actief bij Feyenoord, vroeg in oktober 2004 een naturalisatie tot Nederlander aan, om namens Nederland mee te kunnen doen aan het Wereldkampioenschap voetbal 2006. Verdonk wees deze aanvraag af omdat Kalou niet wist te slagen voor zijn inburgeringstest. Veel mensen waren van mening dat er voor Kalou een uitzondering gemaakt moest worden omdat hij een bekende voetballer was. Verdonk is echter aan de wet blijven vasthouden, waarmee ze veel sympathie heeft geoogst. Aanvankelijk wilde de Raad van State dat Verdonk haar besluit beter zou motiveren, maar de rechter stelde Verdonk in het gelijk.

#### Uitzetting van Iraanse homoseksuelen
In maart 2006 kwam minister Verdonk in opspraak omdat ze had aangekondigd door zullen te gaan met het uitzetten van homoseksuele vluchtelingen naar Iran, toen hier opheldering over was gevraagd door het COC. Reeds in juli 2005 werden er twee homo's in Iran tot de doodstraf veroordeeld en publiekelijk opgehangen. Verdonk verklaarde het land echter veilig: "Wie in Iran homo is hoeft er niet bang voor te zijn dat alleen het enkele feit dat iemand homo is, voor de Iraanse autoriteiten reden is tot uitvoeren van de doodstraf." Als reactie hierop stelde mensenrechtenorganisatie Human Rights Watch op basis van eigen onderzoek dat "homo's in Iran systematisch worden vervolgd en een groot risico lopen op foltering en de doodstraf." Een meerderheid in de Tweede Kamer heeft Verdonk tot een tijdelijke stop gedwongen tot er meer onderzoek gedaan was. In oktober 2006 verklaarde Verdonk dat "Iraanse homo's voortaan als een speciale risicogroep behandeld worden en zij niet zelf hoeven te bewijzen dat ze vanwege hun homoseksualiteit worden vervolgd."

#### Syrië-affaire
Op 6 april 2006 werd er voor de tweede maal een motie van afkeuring tegen Verdonk ingediend. De motie was ingediend door de SP wegens het niet volledig informeren van de Kamer en het verstrekken van de gegevens van 181 Syrische ex-asielzoekers aan de Syrische autoriteiten. De motie werd afgewezen.

#### Nederlanderschap Ayaan Hirsi Ali en de val van Balkenende-II
In mei 2006 werd in een tv-uitzending van het documentaire-programma Zembla aangetoond dat VVD-Tweede Kamerlid Ayaan Hirsi Ali tijdens haar naturalisatieproces niet de waarheid gesproken had. Daags na de uitzending stelde Verdonk een onderzoek in, en kwam tot de conclusie dat Ayaan Hirsi Ali de Nederlandse nationaliteit formeel nooit zou hebben verkregen. Ze beriep zich hierbij op een arrest van de Hoge Raad waarin staat dat als er een valse naam wordt opgegeven de betreffende persoon wordt geacht het Nederlanderschap nooit te hebben verkregen. Verdonk verklaarde zelf "geen besluit" te hebben genomen maar de wet te hebben uitgevoerd, en daarbij de conclusie getrokken te hebben dat Hirsi Ali op basis van het arrest het Nederlanderschap nooit heeft gekregen. Voor de zaak definitief was afgerond, kondigde Hirsi Ali aan per direct haar werk als Kamerlid op te zeggen en naar de Verenigde Staten te emigreren (wat ze al eerder van plan was).
Met name door de grote snelheid van handelen werd de indruk gewekt dat de minister onzorgvuldig zou hebben gehandeld en niet alle bijzondere omstandigheden zou hebben onderzocht, waardoor Hirsi Ali mogelijk toch de Nederlandse nationaliteit had kunnen behouden. De Tweede Kamer nam moties aan waarin Verdonk alsnog dringend werd verzocht te gaan onderzoeken of zich dergelijke bijzondere omstandigheden hebben voorgedaan. Na een 11 uur durend debat in de Tweede Kamer beloofde Verdonk alsnog de zaak opnieuw te bekijken, om daags na het debat tijdens een partijbijeenkomst te verklaren niet tot een andere beslissing te kunnen komen voor Ayaan Hirsi Ali. Deze uitspraken zorgden ervoor dat minister-president Balkenende Verdonk op het matje riep en openlijk 'onder curatele' stelde om erop toe te zien dat de desbetreffende moties ook zouden worden nageleefd.
Verdonk overleefde donderdagochtend 29 juni 2006 een motie van afkeuring, maar deze zelfde motie leidde uiteindelijk tot de val van het kabinet over haar functioneren. D66 besloot zich namelijk terug te trekken uit de coalitie toen de motie werd afgewezen.
Ondanks grote druk van onder andere D66 bleef Verdonk ook in Balkenende III minister. Ze had nog wel een gesprek met informateur Ruud Lubbers die samen met fractievoorzitter Mark Rutte enkele moeilijke dossiers had besproken. Onder haar ministerschap werd de inburgeringswet ingevoerd.
De gang van zaken tijdens dit incident kwam haar, ook binnen haar eigen partij (de VVD), op veel kritiek te staan. Directeur Patrick van Schie van de Teldersstichting verklaarde op 16 mei in Netwerk dat Verdonk zich had "gediskwalificeerd" als lijsttrekker van de VVD en beschuldigde haar van gedraai.

#### Generaal pardon en motie van afkeuring
Na de verkiezingen van 22 november 2006 stemde de Kamer op 30 november, haar eerste werkdag, over een motie van PvdA-Kamerlid Dijsselbloem waarin Verdonk werd opgeroepen geen asielzoekers uit te zetten die langer dan vijf jaar in Nederland verblijven, in afwachting van een generaal pardon waarover in de coalitieonderhandelingen moet worden besloten. De motie werd met 75 tegen 74 aangenomen (het 150e Kamerlid Polderman (SP) was nog niet geïnstalleerd). Verdonk weigerde daarop het meerderheidsbesluit van de Kamer uit te voeren omdat deze een 'beleidswijziging' zou inhouden en schorste de uitzetting slechts tijdelijk. Ondanks kritiek van de Kamer, en zelfs van de burgemeesters van de regio Twente die verklaarden dat hun politiekorps niet zou meewerken aan door de Kamer niet gewenste uitzettingen, bleef het kabinet Verdonk steunen.
Op 12 december werd er in de avond motie 1113 aangenomen (75 stemmen voor, 72 tegen) die vroeg om een verlenging van de tijdelijke schorsing. Minister Verdonk vond dat dit zou neerkomen op een generaal pardon, en meende dat dit ook 200.000 ex-asielzoekers een verblijfsrecht zou kunnen opleveren; een opvatting die door de oppositie werd weersproken. Ook vond zij dat ze het kabinetsbeleid moest uitvoeren en dat ze de wet moest handhaven, zoals de Partij voor de Vrijheid en de VVD van haar hadden gewild. Om deze redenen weigerde zij deze motie uit te voeren. Hierbij had zij de steun van het kabinet.
Op 13 december 2006 om even na half één 's nachts werd er door Kamerlid Dijsselbloem (PvdA) een motie van afkeuring ingediend tegen minister Verdonk. Dit omdat de minister weigerde om de eerder die dag aangenomen motie uit te voeren. De motie van afkeuring werd door de PvdA, SP, GroenLinks, ChristenUnie, D66 en Partij voor de Dieren gesteund. Het was voor het eerst dat er een motie van afkeuring werd aangenomen tegen een minister in een demissionair kabinet. De volgende dag werd besloten dat het deel vreemdelingenbeleid niet langer door Verdonk maar voortaan door Ernst Hirsch Ballin zou worden behandeld. Verdonk bleef aan als minister van Integratie en kreeg er de beleidsterreinen jeugdbescherming, preventie en reclassering bij. Uitzetting van asielzoekers zal niet worden uitgevoerd, aldus premier Balkenende in de Kamer, 'wanneer dat op humanitaire bezwaren stuit, in het bijzonder bij gezinnen met kinderen'.
Onduidelijk bleef vooralsnog bij welke precieze groep sprake is van dergelijke 'humanitaire bezwaren'.
De Tweede Kamer ging in meerderheid akkoord met deze regeling, die door D66-fractievoorzitter Pechtold evenwel werd gekenmerkt als een 'prostituering van het staatsrecht'.
Verdonks partijgenoot Gerrit Zalm noemde de situatie een 'zwarte dag' in de parlementaire geschiedenis; niet vanwege de weigering van een minister om een meerderheidsbesluit uit te voeren of haar weigering op te stappen na een motie van afkeuring, maar omdat het besluit überhaupt genomen is.
Omdat de VVD zich verzette tegen het besluit van een Kamermeerderheid om de uitzettingen van uitgeprocedeerde asielzoekers op te schorten en de VVD zich hier niet mee kon verenigen, boden de VVD-bewindslieden op 13 december 2006 hun ontslag bij minister-president Balkenende aan. Uiteindelijk hebben zij toch besloten de steun aan het kabinet niet op te zeggen, omdat het kabinet al demissionair was.

## Kandidaat-lijsttrekker VVD

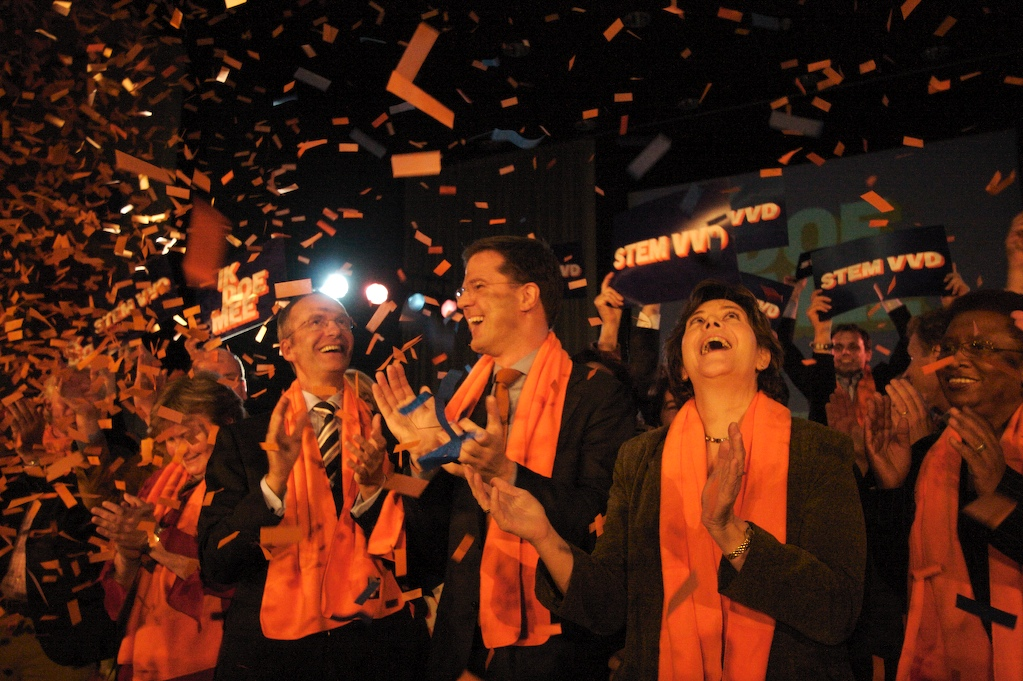
Rita Verdonk met Henk Kamp en Mark Rutte tijdens de verkiezingscampagne van 2006

Op 4 april 2006 maakte ze bekend kandidaat-lijsttrekker te zijn voor de Tweede Kamerverkiezingen van 2006. Na haar bekendmaking steeg de VVD in de peilingen. Voor het eerst konden de VVD-leden in een intern referendum bepalen wie de lijsttrekker zou worden. Omdat de stemprocedure fraudegevoelig zou zijn, eiste Verdonk bij de verkiezing de aanwezigheid van eigen waarnemers. Ondanks peilingen onder de bevolking die de voorkeur gaven aan Verdonk werd op 31 mei 2006 bekend dat niet zij maar Mark Rutte de lijsttrekker voor de VVD was geworden, met 51% van de stemmen van de VVD-leden tegen 46% voor Verdonk.

## Kamerlid

### Nasleep leiderschapsverkiezing
Na de verkiezingen voor de Tweede Kamer bleek Verdonk 620.555 stemmen te hebben gekregen, 67.355 meer dan lijsttrekker Rutte. Naar aanleiding van het grote aantal voorkeurstemmen vroeg zij op 28 november 2006 het bestuur van de VVD te onderzoeken welke consequenties dit zou moeten hebben. De vroegere VVD-leiders Frits Bolkestein en Hans Wiegel gaven aan zitting te willen nemen in een in te stellen adviescommissie, waarna de nieuw gekozen Tweede Kamerfractie van de VVD evenwel aangaf niet in te gaan op het verzoek van Verdonk: er was geen discussie mogelijk over het leiderschap.
In HP/De Tijd van 5 juni 2007 zei Verdonk over partijleider Mark Rutte: "Hij is een fatsoenlijke VVD'er, maar niet echt rechts. Dat kan ik er niet van maken". Rutte tekende hiertegen bezwaar aan, maar VVD-prominent Hans Wiegel nam het op voor Verdonk. Uiteindelijk bood Verdonk haar excuses aan en distantieerde ze zich van haar uitlatingen. Na het rumoer zakte de VVD in de peilingen. Rutte zei daarna dat VVD-Kamerleden moesten 'luisteren of ophoepelen'.
De commissie-Dekker (onder leiding van oud-VROM-minister Sybilla Dekker), ingesteld om de verkiezingsnederlaag bij de Tweede Kamerverkiezingen 2006 te analyseren, stelde op 13 juni 2007 dat de partijleider de koers van de VVD zou bepalen en dat de rest van de partij hem daarbij volle ondersteuning moest bieden. Volgens de commissie moest het partijbestuur maatregelen treffen tegen "soloartiesten" die er een andere mening op nahouden dan de partijleider, en had Rita Verdonk eigenlijk uit de partij gezet moeten worden.
Omstreeks 21 juni 2007 verscheen er in Radboud Magazine een artikel waarin Verdonk zei dat dat de VVD "gekaapt" was door "linkse liberalen", en dat ze dat wilde "terugdraaien". Hoewel Rutte haar daarvoor een waarschuwing had gegeven, maakte hij hier geen probleem van omdat het interview al in april afgenomen was.

### Breuk met VVD-fractie

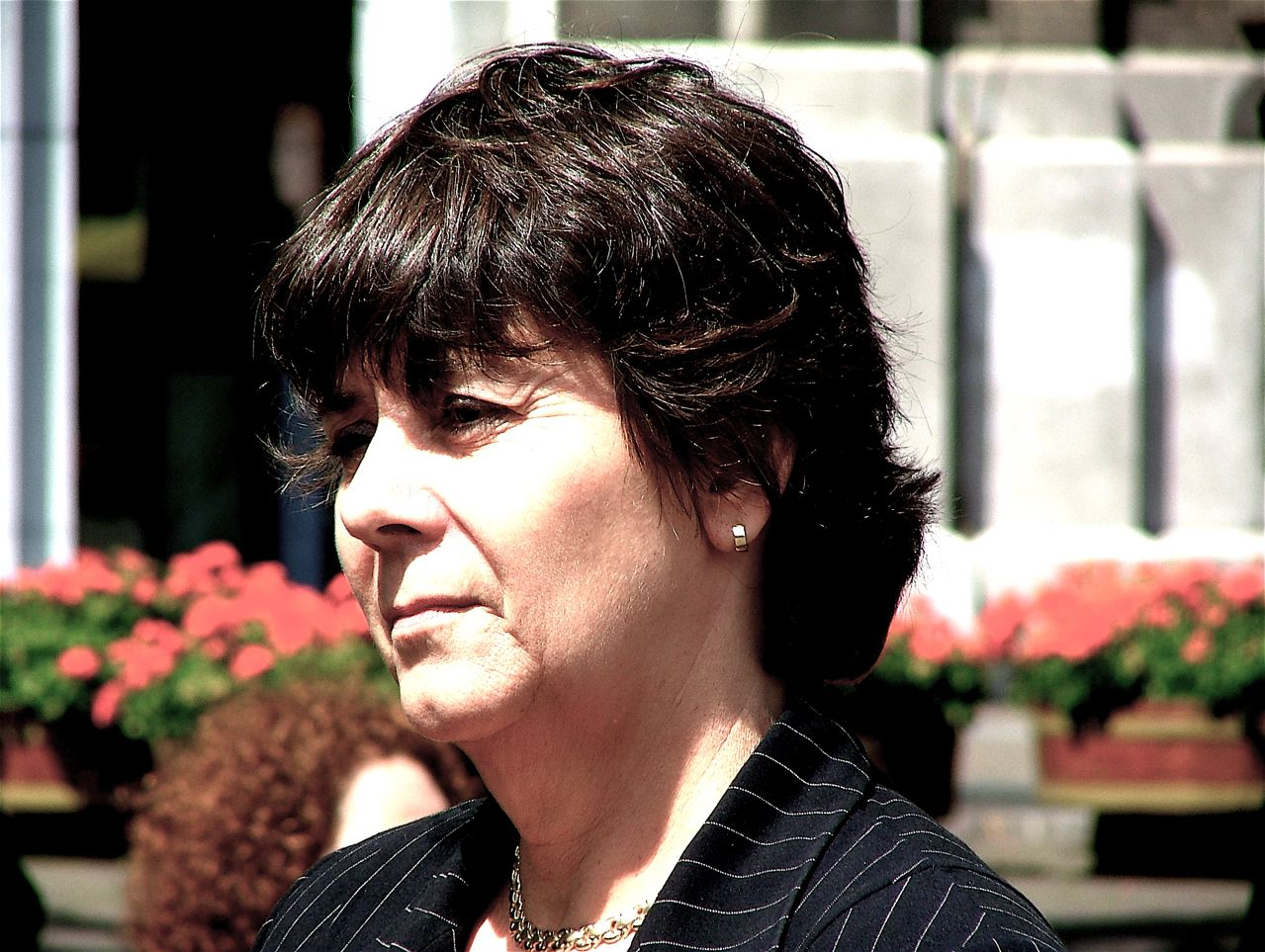
Rita Verdonk in 2007

Op 13 september 2007 raakte Verdonk in opspraak doordat ze in een besloten bijeenkomst waar journalisten en persfotografen bij aanwezig waren, wederom kritiek uitte op de koers van de VVD. Ze had gezegd dat de VVD "onzichtbaar" was in het vreemdelingendebat. De Tweede Kamerleden van de VVD kwamen die middag bijeen om het lot van Verdonk te bespreken; Rutte wilde Verdonk uit de fractie zetten. Hij zei dat Verdonk "door uitspraken in de media de partij te vaak schade heeft berokkend". Later op die dag werd bekendgemaakt dat Rita Verdonk uit de VVD-fractie was gezet. Verdonk kreeg vierentwintig uur bedenktijd om zich te beraden, of zij als Kamerlid in een eenmansfractie verder zou gaan, dan wel de politiek zou verlaten en haar zetel inleveren. "Het gaat om mijn toekomst, maar ook om 620.555 voorkeurstemmen." Wel bevestigde zij dat ze zich niet zou aansluiten bij de Partij voor de Vrijheid van Geert Wilders. Wilders gaf echter aan hierover graag met Verdonk te willen spreken.
Bij het verstrijken van de vierentwintig uur vroeg zij op 14 september om meer bedenktijd.
Fractieleider Rutte weigerde haar die bedenktijd, waarmee de breuk definitief werd.
De kritiek van Verdonk kwam aan de vooravond van een al eerder bijeengeroepen landelijke ledenvergadering op 15 september 2007. De avond voor deze ledenvergadering verklaarde Joshua Livestro op televisie dat Verdonk hem twee weken daarvoor al om steun had gevraagd voor het opzetten van een eigen partij. Verdonk verklaarde later dat ze met haar vraag niet op een nieuwe partij had gedoeld.
De ledenvergadering nam alleen een motie aan dat het hoofdbestuur samen met ereleden een poging zou moeten doen om Rita Verdonk voor de VVD te behouden. Voorstellen om het besluit van de Tweede Kamerfractie terug te draaien of het partijbestuur en fractievoorzitter Mark Rutte op te laten stappen, werden verworpen. Op 17 september 2007 maakte Verdonk bekend haar Kamerzetel te willen behouden en ook lid van de VVD te willen blijven. Volgens de nieuwe regels van de Tweede Kamer over Kamerleden die zich afsplitsen, wordt deze eenmansfractie voortaan aangeduid als 'lid-Verdonk'.
De website van de Tweede Kamer noemt onder de fracties naast de VVD eenvoudigweg 'Verdonk'.
Een gesprek met een drietal ereleden van de VVD leidde niet tot een oplossing.
Het hoofdbestuur van de VVD vroeg Verdonk op 15 oktober 2007 om uiterlijk 19 oktober een keus te maken tussen haar lidmaatschap van de Tweede Kamer en dat van de VVD.
Diezelfde avond maakte zij bekend haar lidmaatschap van de VVD op te zeggen.

### Trots op Nederland

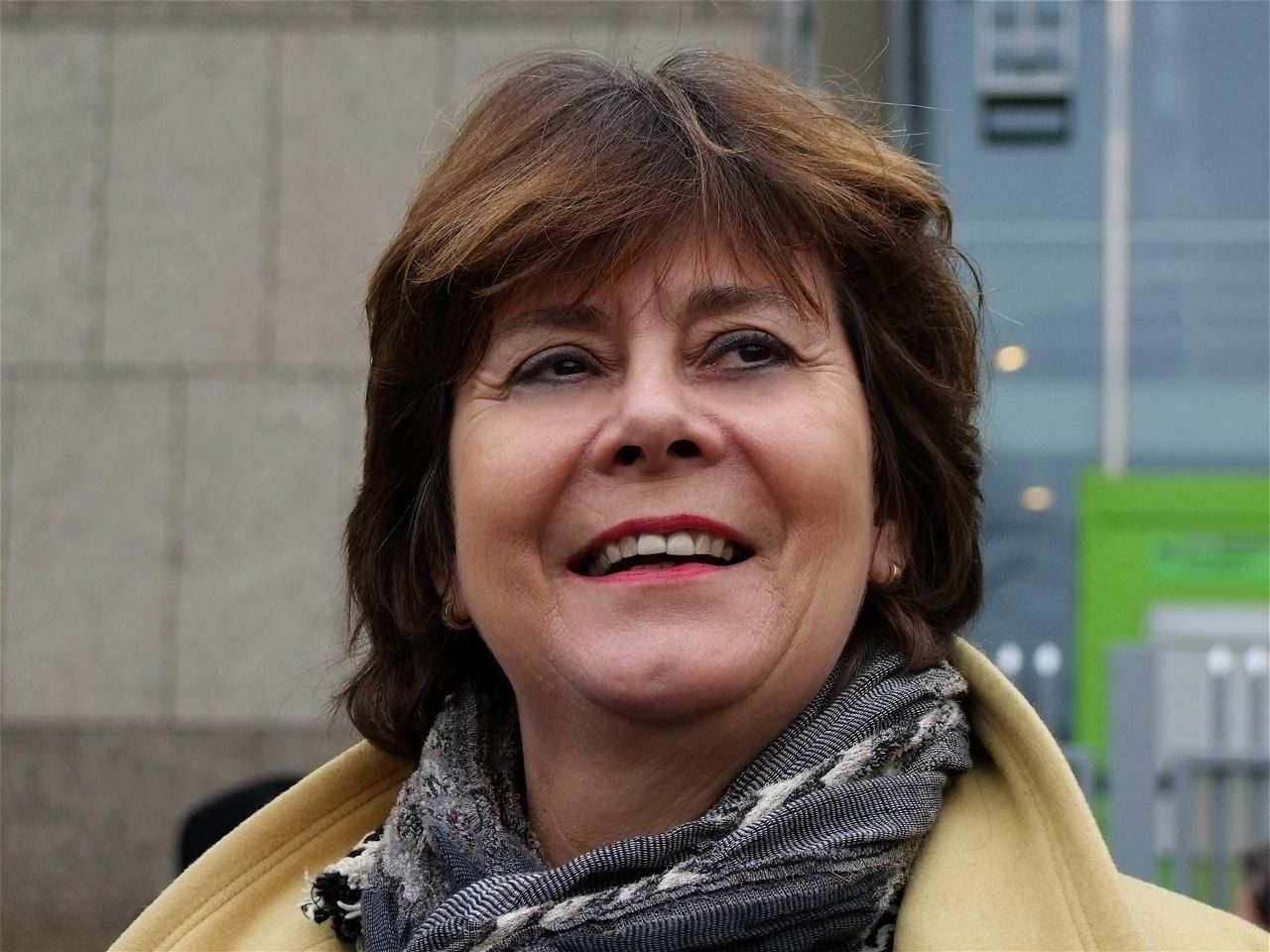
Verdonk tijdens demonstratie tegen vliegtaks begin 2009

Op 17 oktober 2007 maakte Rita Verdonk bekend een nieuwe politieke beweging op te willen richten met de werktitel Trots op Nederland. De beweging zou zich volgens haar vooral bezig gaan houden met maatschappelijke problemen als files, ouderenzorg, onderwijs, immigratie en integratie. De beweging kent geen leden; vrijwilligers en donateurs hebben geen invloed op het programma.
In september 2008 leverde haar voormalige medestander Ed Sinke kritiek op Rita Verdonk: hij stelde dat ze te weinig Kamerdebatten bijwoonde, alleen nog naar mensen luisterde die haar narcisme voeding gaven, en niet met politieke ideeën kwam.
Diezelfde maand meldde HP/De Tijd dat van de oorspronkelijke 18 medestanders er 14 hadden afgehaakt. Ook de bankier Alexander van Ketwich Verschuur, die het partijprogramma van Trots op Nederland zou schrijven stapte op.
Rita Verdonk gaf na het afhaken van Ed Sinke in het voorjaar van 2008 zelf leiding aan de Stichting Vrienden van Rita Verdonk.
Op 29 november 2008 kwam het tot een breuk met haar spindoctor Kay van der Linde.
Het Openbaar Ministerie in Arnhem begon in mei 2010 een onderzoek naar Verdonk naar aanleiding van een aangifte door voormalig coördinator van de partij Jacques Smits en nog twee aangiftes. Verdonk werd beschuldigd van laster en smaad.
Bij de Tweede Kamerverkiezingen van 9 juni 2010 haalde Trots op Nederland 52.937 stemmen, hetgeen niet het vereiste aantal voor een zetel was. Hiermee verdween Rita Verdonk uit de Tweede Kamer. De verkiezingswinst voor de PVV leidde tot speculaties dat Rita Verdonk misschien als minister zou terugkeren in een kabinet met de PVV. Partijleider Geert Wilders van de PVV ontkende dit en verklaarde dat de PVV zelf genoeg kandidaat-bewindslieden had.
Op 21 oktober 2011 maakte Rita Verdonk bekend per direct de politiek te verlaten. Een week later was zij bij Eva op Zondag te gast en gaf oud-LN-lid Fred Teeven aan dat iedereen terug mocht komen bij de VVD en dat hij altijd had gevonden dat Verdonk bij de VVD hoorde. Verdonk op haar beurt sloeg de uitnodiging om terug te keren af.
Na de politiek richtte ze adviesbureau Rita Verdonk B.V. op. In 2012 begon ze CVmonitor, een bedrijf dat de gegevens van sollicitanten controleert, waar ze in 2017 weer opstapte, nadat ze door geldschieters van oplichting was beticht. Ze is een aantal jaren lid geweest van de Raad van Advies van internetbedrijf White Canvas (2016-?) en de Raad van Toezicht van de Oogklinkiek Eindhoven (2014-?).
Tussen 2019 en 2022 werkte Verdonk als speciaal adviseur voor het ministerie van Volksgezondheid om de regeldruk in de thuiszorg en jeugdzorg te verminderen. Verdonk is voorzitter van de Stichting Indiëmonument Utrecht en van de VVE City Tower Babylon in Den Haag.

## Gemeentepolitiek
Partijleider Richard de Mos van Groep de Mos/Hart voor Den Haag vroeg Verdonk in 2018 om actief te worden voor zijn partij. Toen sloeg ze het aanbod af, onder meer omdat ze destijds nog in Nootdorp woonde. Bij de gemeenteraadsverkiezingen van maart 2022 in de gemeente Den Haag stond Verdonk als nummer twee op de lijst van Groep de Mos/Hart voor Den Haag en werd op 16 maart 2022 als gemeenteraadslid gekozen en de partij werd met 30.988 stemmen (17%) de grootste partij van Den Haag. Op 12 maart 2025 maakte Verdonk bekend dat ze zich niet meer verkiesbaar stelt bij de gemeenteraadsverkiezingen van 2026.

## Persoonlijk
Verdonk woont sinds 1981 samen met haar partner met wie ze twee kinderen heeft.

## Filmografie
- Sinterklaas en het Geheim van het Grote Boek - als minister-president (2008)
- De Leugen (documentairefilm) - als zichzelf (2010)

## Trivia
- Op 2 december 2005 werd door de Stichting Een Royaal Gebaar aangifte gedaan tegen minister Verdonk en minister Piet Hein Donner wegens onder meer dood door nalatigheid in verband met de Schipholbrand. Deze aangifte was mede ondertekend door meer dan 9000 Nederlanders.
- Op 28 januari 2006 won Rita Verdonk de negatieve Big Brother Award in de categorie "Personen".
- In december 2007 won zij de verkiezing politicus van het jaar 2007.
- Een van de bijnamen van Verdonk is IJzeren Rita.[15] Deze bijnaam werd door Jozias van Aartsen geïntroduceerd als Roestvrij-stalen Rita.[96]
- Op vrijdag 14 september 2007 bracht de Achterhoekse rockgroep de Oxx Band een nummer uit om Verdonk een hart onder de riem te steken in verband met de VVD-breuk. De band had de muziek en tekst van het nummer 'Zwarte Rita' al enige tijd op de plank liggen.